# Erianthemum virescens
Erianthemum virescens är en tvåhjärtbladig växtart som först beskrevs av Nicholas Edward Brown, och fick sitt nu gällande namn av D. Wiens & R.M. Polhill. Erianthemum virescens ingår i släktet Erianthemum och familjen Loranthaceae. Inga underarter finns listade i Catalogue of Life.